# 呉県
呉県（ご-けん）は秦から中華人民共和国にかけて江蘇省に存在した県。現在の蘇州市呉中区及び相城区に相当する。

## 歴史
前221年、秦朝により会稽郡の郡治として呉県が設置された。会稽郡は後に呉郡、蘇州と改められたが、呉県は常にその治所だった。696年に呉県から長洲県が分かれ、清代には長洲県からさらに元和県が分かれたが、中華民国に入るとふたたび呉県に併合された。
1928年（民国17年）に城区が分割され蘇州市が設置されたが1930年（民国19年）に蘇州市は廃止、再び呉県に編入された。中華人民共和国成立後の1949年、呉県城区が再び分割され蘇州市とされた。1995年6月、県級市に改編される際に呉県市と改称された。2000年12月、呉県市は廃止され、蘇州市市轄区の呉中区及び相城区とされた。
| 前の行政区画 - | 江蘇省の歴史的地名 前221年 - 1995年 | 次の行政区画 呉県市 |